# Salto quântico
Um salto quântico, também chamado transição eletrônica atômica, é, em física e química, a mudança de um elétron de um estado quântico para outro dentro de um átomo. O movimento dos elétrons se acelera, levando-os a se afastar do núcleo. Esse afastamento dos núcleos acontece na forma de "saltos descontínuos", que duram poucos nanossegundos ou menos – do nível 1 para o 2 no primeiro salto (de K para L), de 2 para 3 no segundo salto (de L para M), e assim sucessivamente.
O retorno dos elétrons ao seu estado quântico original (desde que não tenham se desprendido do átomo) libera a energia recebida para realizarem o salto. Essa energia é liberada como radiação eletromagnética na forma de unidade quantizada – um fóton –, o que ocasiona emissão de luz. Suas estatísticas seguem a distribuição de Poisson, e o amortecimento de valores estatísticos de tempo entre os saltos é exponencial, em média.
A constante de tempo de amortecimento (que varia de nanossegundos a poucos segundos) depende de sua natureza, da pressão envolvida e da extensão das linhas espectrais. Quanto mais longos os saltos de elétrons, menor o comprimento de onda do fóton emitido, ou seja, eles emitem cores diferentes com base em quão longos são os seus saltos. Os elétrons das últimas camadas necessitam de pouca energia para saltar para as camadas mais externas, e seu retorno cria ondas mais longas, vibrando na cor vermelha; enquanto isso, os elétrons mais próximos do núcleo necessitam de maiores energias, e seus fótons saem criando ondas mais curtas, aproximando-se da luz violeta, ultravioleta (imperceptível aos olhos humanos), raios X, raios gama, etc.
A razão dos elétrons mais próximos do núcleo necessitarem de mais energia (e vice-versa) acontece devido à atração entre a parte positiva do átomo (prótons do núcleo) e a parte negativa (elétrons da nuvem eletrônica). Quanto mais próximo o elétron do próton, mais ele é atraído pelo núcleo, criando um efeito de blindagem contra os saltos quânticos, e assim exigindo mais energia para que os saltos sejam realizados e para que o elétron se afaste do núcleo.
Em uma temperatura de 1.000 °C, os elétrons abandonam suas órbitas, em número sempre crescente; e se essa temperatura atingir 100.000 °C, todos os elétrons se desprendem do núcleo; este não resiste à repulsão entre suas partículas formadoras e explode em entrechoques de altíssimas temperaturas.